# Cyclades
Pour le projet expérimental français, voir Cyclades (réseau).
Pour l’article ayant un titre homophone, voir CICLADE.
Les Cyclades (en grec ancien : Κυκλάδες / Kykládes, « en cercle ») constituent un archipel de Grèce situé dans le Sud de la mer Égée, dans la périphérie de l’Égée-Méridionale. L’archipel comprend environ 250 îles, îlots et îlots-rochers. Seules 24 îles sont habitées. On les appelle Cyclades car elles sont situées dans un cercle (en grec ancien : κύκλος / kúklos) autour de l’île de Paros, non loin de l'ile sacrée de Délos. Les petites Cyclades, au sud de Naxos entre les îles d'Ios et d'Amorgós, font partie des Cyclades et comptent 6 îles principales.
De 1833 à la réforme Kallikratis de 2010, les Cyclades formaient un nome.

## Définition de l'archipel
Le nombre des îles considérées comme faisant partie des Cyclades a varié au cours de l'histoire. Selon Strabon, on pensait dans l'Antiquité que le groupe comprenait originellement douze îles, auxquelles trois étaient venues s'ajouter. Citant le géographe Artémidore, il énumère quinze îles dont sont alors absentes les îles du sud-est (Folegandros, Sikinos, Ios, Théra (Santorin), Amorgós, Anafi) qui sont alors désignées du nom de Sporades.

## Histoire

### Préhistoire
Les plus anciens habitats permanents connus datent du Ve millénaire av. J.-C., mais les premières traces d'activité humaine datent du XIe millénaire av. J.-C. Les Cyclades connurent une grande prospérité lors du Néolithique, en partie grâce à l'obsidienne, dont Milo, île volcanique, était une des principales sources ; on trouve de l'obsidienne mélienne jusqu'en Thessalie et Asie Mineure.
Au cours du IIIe millénaire av. J.-C., les îles abritèrent la civilisation cycladique, célèbre pour ses idoles de marbre. Les villages de cabanes, d'abord en terre puis en pierre, se situent en haut des collines près des cimetières placés sur les pentes de ces mêmes collines. On enterre les morts avec divers objets (vases, poignards en bronze, lames d'obsidienne, figurines en marbre, etc.). Les habitants pratiquent l'agriculture, la chasse et la pêche en plus des travaux artisanaux. Ils naviguent à la rame sur des bateaux sans voiles et aux proues relevées. Les Crétois de la civilisation minoenne occupèrent les Cyclades au IIe millénaire av. J.-C.

### Antiquité
Les Achéens s'installent dans l'archipel vers 1450 avant notre ère et les Doriens à partir de 1100 avant notre ère. Les Ioniens arrivèrent au Xe siècle av. J.-C. Ils créèrent le grand sanctuaire religieux de Délos vers le VIIe siècle av. J.-C.
Les auteurs antiques évoquent un peuplement plus ancien, avant l'arrivée des Grecs, qu'ils nomment « Pélasges ». Thucydide (I, 4) dit que Minos chassa de l'archipel ses premiers habitants, les Cariens. Hérodote (I, 171) précise que ceux-ci, aussi appelés « Lélèges », étaient arrivés depuis le continent. Ils étaient totalement indépendants (« ils ne payaient aucun tribut »), mais fournissaient des marins aux navires de Minos. Ils auraient ensuite été chassés des Cyclades par les Doriens, suivis des Ioniens, et seraient repassés sur le continent.
Les Perses tentèrent de s'emparer des Cyclades en 490 avant notre ère. Les îles entrèrent ensuite dans la première ligue de Délos en 478-477 avant de passer sous la domination totale d'Athènes. Elles versèrent leur tribut jusqu'en 404. Elles connurent alors une relative période d'autonomie avant d'entrer dans la seconde ligue de Délos et de repasser sous la coupe d'Athènes. Elles se révoltèrent lors du conflit de 357-355, pour finalement passer sous la domination des Macédoniens. D’après Démosthène et Diodore, le tyran thessalien Alexandre de Phères mena des opérations de piraterie dans les Cyclades vers 362-360. Ses navires se seraient emparés de quelques-unes des îles, dont Tinos, et auraient emporté un grand nombre d’esclaves. Les Cyclades se révoltèrent à l’occasion de la troisième guerre sacrée (357-355) qui vit l’intervention de Philippe II de Macédoine contre la Phocide alliée à Phères. Elles commencèrent alors à passer dans l'orbite du royaume de Macédoine.
En 308, elles sont gouvernées par Antigone le Borgne qui créa la ligue des Nésiotes. Les Ptolémées les gouvernèrent ensuite, mais, vaincus à Andros en 228, ils les cédèrent aux Macédoniens d'Antigone III Doson. Après Cynocéphales, les îles passèrent aux Rhodiens puis aux Romains.
Mithridate VI, en 88 avant notre ère, après avoir chassé les Romains d'Asie mineure, s'intéressa à la Mer Égée. Son général Archélaüs soumit Délos et la plupart des Cyclades qu'il confia à Athènes qui s'était déclarée en faveur de Mithridate. Délos réussit à retourner dans le giron romain. Pour la punir, l'île fut dévastée par les troupes de Mithridate. La défaite de celui-ci par Sylla, Lucullus puis Pompée rendit l'archipel à Rome. Vespasien le constitua en province romaine.

### Moyen Âge
Les Goths pillèrent une partie de l'archipel au IVe siècle, ainsi que les Scythes en 376 sous l'empereur Valens. Lors de la division de l'Empire romain, les Cyclades passèrent à l'Empire d'Orient (ou Empire byzantin), qui les conserva jusqu'au XIe siècle de notre ère. Pendant toute cette période, la déforestation pour la marine (dont les insulaires fournissaient souvent les équipages) désertifie progressivement certaines des îles.
En 727, les insulaires, orthodoxes, se révoltèrent contre l'Empereur iconoclaste, Léon l'Isaurien. Cosmas, à la tête de la rébellion, fut proclamé empereur. Il périt lors du siège de Constantinople. Léon rétablit brutalement son autorité sur les Cyclades.
En 769, beaucoup d'îles furent à nouveau pillées par les Slaves, puis par les Sarrasins en 821. Ces derniers s'installèrent en Crète d'où ils menèrent des raids sur les Cyclades pendant plus de cent ans.
En 1204, la IVe Croisade s'empara de Constantinople et les vainqueurs se partagèrent l'Empire byzantin. Des aventuriers vénitiens armèrent des flottes et s'emparèrent des Cyclades, où ils créèrent des États féodaux, principalement le duché de Naxos.

### Époques modernes et contemporaines
Barberousse prit les îles pour les Turcs à partir de 1537. Les insulaires, meurtris par les persécutions des « Latins », lui firent bon accueil, et furent traités avec une certaine mansuétude par la « Sublime Porte » qui n'envoya que rarement des officiers et gouverneurs les diriger en son nom propre. Il y eut bien au départ une tentative d'installer des colons musulmans, des cadis (juges) et des beys (gouverneurs) sur chaque grande île, mais les pirates chrétiens les enlevaient systématiquement pour les revendre à Malte : la Porte dut y renoncer. Les îles ne furent plus gouvernées que de loin. Des magistrats locaux, souvent appelés épitropes, gouvernaient localement. Leur principale attribution était de collecter les impôts pour le Capitan pacha (grand amiral de la flotte ottomane) à qui le revenu des Cyclades appartenait. Il ne venait qu'une fois par an, avec toute sa flotte, toucher la somme globale des impôts des Cyclades, s'installant alors dans la baie de Dryo au sud-est de Paros. Toutefois, la domination ottomane était de plus en plus mal vécue. Les Cyclades furent de tous les soulèvements importants, comme en 1770-1774, lors du bref passage des Russes de Catherine II. À l'issue de la guerre d'indépendance grecque, à laquelle elles fournirent armes, navires et combattants, elles firent partie dès le départ du nouvel état.
Pendant l'Occupation de la Grèce consécutive à la Seconde Guerre mondiale, les deux îles de Milo et Amorgós furent investies dès 1941 par la Kriegsmarine allemande, les autres par les Italiens ; d'octobre 1943 à l'été 1944 les Allemands occupèrent toutes les îles mais, se heurtant à un harcèlement constant de la Résistance, finirent par s'en retirer, non sans avoir exécuté des otages.
Après la guerre, l'économie traditionnelle des Cyclades, jadis basée sur l'élevage extensif, les cultures vivrières et la pêche, se tourna de plus en plus vers le tourisme, et les constructions se multiplièrent.

## Géographie
Liste des îles habitées :
- Amorgós
- Anafi
- Andros
- Folégandros
- Ios
- Kéa
- Kimolos
- Kythnos
- Milos
- Mykonos
- Naxos
- Paros et Antiparos
- Petites Cyclades : Iraklia, Schinoussa, Epano Koufonissi, Donoussa
- Santorin et Thirassía
- Sérifos
- Sifnos
- Sikinos
- Syros
- Tinos

Îles actuellement inhabitées : Antimilos, Ánydros, Aspronissi, Délos, Despotikó, Gyáros, Kéros, Makronissos, Néa Kaméni, Paléa Kaméni, Polyaigos, Rinia, Kato Koufonissi, etc.

## Architecture
L'architecture des Cyclades présente se caractérise par le dépouillement et la forme géométrique brute des maisons, très souvent blanches avec des volets de couleur (bleu, vert, etc.). Apparue au cours des grandes invasions, elle a eu une influence certaine sur le mouvement fonctionnaliste en architecture.

## Économie
La Grèce attire vers les îles centrales de la mer Égée des centaines de milliers de touristes. Particulièrement fréquentées, y compris des croisiéristes, sont Santorin, Mykonos, Naxos ou Paros. L'île de Délos, proche de Mykonos, est inhabitée et ne possède pas d'hébergement, mais est le but d'excursion de très nombreux touristes en raison de son importance archéologique et historique : l'un des centres religieux les plus importants de la Grèce antique.
Chaque jour, des dizaines de ferries relient les îles entre elles et au continent.